# Plagiomima spinosula
Plagiomima spinosula är en tvåvingeart som först beskrevs av Jacques-Marie-Frangile Bigot 1889.  Plagiomima spinosula ingår i släktet Plagiomima och familjen parasitflugor. Inga underarter finns listade i Catalogue of Life.